# Zingiber rufopilosum
Zingiber rufopilosum är en enhjärtbladig växtart som beskrevs av François Gagnepain. Zingiber rufopilosum ingår i släktet Zingiber och familjen Zingiberaceae. Inga underarter finns listade i Catalogue of Life.